# Raoul Koczalski
Armand Georg Raoul von Koczalski (n. 3 ianuarie 1884, Varșovia - m. 24 noiembrie 1948, Poznan) a fost un pianist și compozitor polonez. Este considerat unul din cei mai mari interpreți ai timpului său și unul din cei mai importanți interpreți ai lui Chopin, astăzi aproape uitat.

## Biografie
Raoul Koczalski a luat primele lecții de pian de la mama sa, studiind apoi cu Julian Gadowski. A debutat la vârsta de patru ani în anul 1888 într-un salon privat din Varșovia, imediat după aceea îmbarcându-se pentru un turneu în Rusia unde a cântat 60 de concerte din septembrie 1888 până în aprilie 1889. În acest turneu a avut ocazia să cânte în fața lui Anton Rubinstein care a fost profund impresionat. Koczalski a fost desigur un copil minune, compunând din fragedă copilarie; până la vârsta de 11 ani dăduse peste 1000 de concerte, vârstă la care interpreta repertoriul standard Franz Liszt - Chopin.
În 1891 Koczalski s-a mutat la Lemberg, unde a luat lecții de pian de la Ludwig Marek, câteva luni înainte ca acesta să moară. Marek a fost elevul lui Franz Liszt și al lui Mikuli, Koczalski luând ore de pian apoi cu însuși Karl Mikuli (1821-1897), care a fost elevl și asistentul preferat al lui Chopin. Koczalski a scris o carte despre orele de pian avute pe parcursul următoarelor patru veri cu Mikuli, carte publicată în 1936. Lecțiile de pian avute cu Mikuli au făcut din Koczalski unul din cei mai importanți și autentici interpreți ai lui Chopin. Spre deosebire de Moriz Rosenthal și Alexander Michalowski, alți doi elevi faimoși de ai lui Mikuli, care au studiat și cu alți profesori, Koczalski nu a mai luat lecții de pian cu nimeni; de aceea se pare că înregistrările sale cu muzica lui Chopin se apropie mai mult de stilul și viziunea compozitorului.
Experiențele timpurii nu i-au afectat negativ dezvoltarea, Koczalski trecând de la copilul minune la artistul matur fără probleme. A trăit mulți ani la Berlin, dar după al doilea război mondial s-a reîntors în Polonia unde a predat la Școala Națională de Muzică din Poznan. Ultimul concert l-a avut în noiembrie 1948 la Poznan. A lăsat în urma sa 150 de compoziții publicate incluzând 3 opere, 6 concerte pentru pian, unul pentru vioară, muzică de cameră, 8 sonate pentru pian și 24 de preludii dedicate memoriei lui Chopin.

## Înregistrări
Cu toate că a înregistrat câteva discuri în Polonia după al doilea război mondial, cele mai importante sesiuni de înregistrări le-a făcut în Germania la sfârșitul anilor '30 pentru Polydor. A înregistrat multe din compozițiile lui Chopin printre care toate studiile, preludiile și baladele, trei impromptuuri, câteva nocturne, poloneze și scherzo în si b minor.
Cele mai importantante caracteristici ale pianisticii lui Koczalski sunt claritatea și transparența. El reprezintă opusul școlii lui Leschetizky bazată pe greutatea brațului și producerea unui sunet puternic. Studiile sunt cântate cu foarte puțină pedală, în particular Op.25 nr.1 și nr.11. Studiile sunt interpretate ca muzică și nu ca o demonstrație de virtuozitate sau ca exerciții pentru pian. Înregistrarea târzie a Berceuse Op.57 este un model de claritate și delicatețe.
Toate înregistrările lui Koczalski cu muzica lui Chopin sunt foarte interesante; a supraviețuit o înregistrare a concertului nr.2 pentru pian în fa minor Op.21 făcută la Berlin în anul 1948 sub bagheta lui Sergiu Celibidache. Au apărut la casa de discuri Archiphon piese pentru pian de Ignacy Jan Paderewski, Anton Rubinstein, Mussorgsky, Scriabin, Szymanowski și Bartók înregistrate de asemenea din difuziuni radiofonice.